# مايك بيرك
مايك بيرك (بالإنجليزية: Mike Burke)‏ هو لاعب كرة قاعدة أمريكي، ولد في 1854 في نيويورك في الولايات المتحدة، وتوفي في 9 يونيو 1889 في ألباني في الولايات المتحدة.

## وصلات خارجية
- مايك بيرك على موقعبيزبول رفرنس.كوم (الدوري الرئيسي) (الإنجليزية)
- مايك بيرك على موقعبيزبول رفرنس.كوم (الدوري الثانوي) (الإنجليزية)